# Boulgatenga
Boulgatenga est une commune rurale située dans le département de Diabo de la province du Gourma dans la région de l'Est au Burkina Faso.

## Géographie
Boulgatenga est situé à 12 km au Sud-Ouest de Diabo, le chef-lieu du département, et à 3 km au Sud-Ouest de Zonatenga.

## Santé et éducation
Le centre de soins le plus proche de Boulgatenga est le centre de santé et de promotion sociale (CSPS) de Saatenga.